# 皇家旗 (英國)
皇家旗或王室旗（英語：Royal Standard），是英國的溫莎王朝君主在英國本土、王室屬地和英國海外領土作為元首的象征旗帜。在英國，旗幟由英國皇家徽章中央的盾徽圖案形成。
溫莎王朝的君主在英國之外的一些较大的英聯邦王国使用的旗幟則是將君主徽章放於該英聯邦王国國徽內的盾徽圖案中央（例如英格兰、蘇格蘭、澳洲、加拿大、牙買加、紐西蘭）。
在其他没有各自的皇家旗的其他英联邦王国，则统一使用君主徽章作为皇家旗。君主徽章通常為藍色底，中央为其名字之字母縮寫而上为聖愛德華王冠，四周以金色玫瑰花圈包圍。
皇家旗是英国及多数英联邦王国的旗帜礼仪中位居首位。此旗只能在君主所在的建築物或车船上使用，君主不在场时则会一般会升起英国国旗。如同时有其他旗帜使用的话，皇家旗的高度必须超过英國國旗、其它王室成員旗幟和其它旗帜。此外，与英国国旗不同，皇家旗因代表君主本人，因此不得降半旗。当遇到重大悼念活动时，君主会离开白金汉宫前往其他宫殿，此时白金汉宫将用英国国旗来降半旗。

## 英國

### 设计
在英格蘭、 威爾士、 北愛爾蘭及其他英國海外領地的英國王室旗幟分成四個象限。第二及第四象限的紅色區塊三頭向前直走姿勢的金獅子代表英格蘭；第一象限的以後腳直立在金色區塊的一頭紅獅子代表蘇格蘭；第三象限的藍色區塊的金色豎琴代表愛爾蘭。
在蘇格蘭使用跟英格蘭相似的旗幟，但是紅獅子在第二與第四象限，而三頭向前直走姿勢的金獅子在第一象限。
当前的王室旗幟自維多利亞女王王朝時代始用，相比于之前版本，当前版本去除了旗帜中心代表汉诺威的盾徽。这是由于1837年英国国王兼汉诺威国王威廉四世駕崩後，英國王位傳給了血緣關係較近的姪女維多利亞。不過卻因漢諾威施行的萨利克法禁止女性繼承王位，因此维多利亚无法继承汉诺威王位。因此威廉四世的弟弟、也是维多利亚的叔叔坎伯兰和特维奥特戴尔公爵恩斯特·奥古斯特成为汉诺威国王，英国与汉诺威的共主邦联结束，因此英国皇家旗帜也去除了汉诺威的盾徽。

### 历史
以下为英格兰及英国历史上的皇家旗。
| 旗帜 | 时间                                                            | 使用                                                                                      | 描述 |
| ---- | --------------------------------------------------------------- | ----------------------------------------------------------------------------------------- | --- |
|      | 1198年 - 1340年                                                 | 英格兰皇家旗帜 理查一世始用                                                               | 红底旗帜上三只躺卧的狮子，代表英格兰 |
|      | 1340年 - 1395年 1399年 - 1406年                                 | 英格兰皇家旗帜 爱德华三世始用 亨利四世恢复                                                | 代表法兰西的蓝底金色鸢尾花和代表英格兰的红底三狮分别占据了四个象限，表示了英格兰王室对法国王位的主张 |
|      | 1395年 - 1399年                                                 | 理查二世始用的英格兰皇家旗帜                                                              | 代表忏悔者爱德华的徽章并列在英格兰盾纹左侧 |
|      | 1406年 - 1422年 1461年 - 1470年 1471年 - 1554年 1558年 - 1603年 | 英格兰皇家旗帜 亨利四世始用 爱德华四世即位及复位后、伊丽莎白一世即位后恢复                | 代表法兰西的鸢尾改为三朵 |
|      | 1422年 - 1461年 1470年 - 1471年                                 | 亨利六世的英格兰皇家旗帜                                                                  | 法兰西盾纹并列在英格兰盾纹左侧，表示英格兰国王实质上拥有法兰西王位 |
|      | 1554年 - 1558年                                                 | 玛丽一世大婚后的英格兰皇家旗帜                                                            | 西班牙盾纹并列在英格兰盾纹左侧，代表费利佩二世与玛丽一世的联姻关系 |
|      | 1603年 - 1649年 1660年 - 1689年 1702年 - 1707年                 | 斯图亚特王朝的皇家旗帜 詹姆斯六世及一世始用 英格兰废除君主制后停用 查理二世及安妮女王恢复 | 代表苏格兰的黄底直立红狮分布在第二象限，代表英格兰及苏格兰的共主邦联；代表爱尔兰的金色竖琴分布在第三象限，代表英格兰国王同时担任爱尔兰国王；第一及第四象限为交替分布的法兰西百合花饰以及英格兰的三狮，代表英格兰王权以及英格兰君主对法国王位的声索                                           |
|      | 1689年 - 1694年                                                 | 威廉三世及二世与玛丽二世的皇家旗帜                                                        | 英格兰的威廉三世徽章与妻子玛丽二世徽章并列，代表玛丽与威廉两伉俪的共治 威廉的徽章与玛丽相比，中心多了代表拿骚王朝的盾徽 |
|      | 1694年 - 1702年                                                 | 威廉三世及二世（单独统治）的皇家旗帜                                                      | 玛丽二世逝世后，威廉三世开始单独统治，直至去世。皇家旗帜只保留了威廉的徽章 |
|      | 1707年 - 1714年                                                 | 安妮女王的大不列颠皇家旗帜                                                                | 《1707年联合法案》生效后，英格兰王国及苏格兰王国合并为大不列颠王国，盾纹的布置也发生了改变 左上与右下角的英格兰的三狮与苏格兰的直立红狮并列，代表大不列颠；左下角的竖琴代表爱尔兰王国；右上角的鸢尾花代表对法国王位的主张                                                                    |
|      | 1714年 - 1801年                                                 | 汉诺威王朝的大不列颠皇家旗帜 乔治一世始用                                                 | 右下角改为汉诺威的盾纹 |
|      | 1801年 - 1816年                                                 | 乔治三世的联合王国皇家旗帜                                                                | 《1800年联合法案》生效后，大不列颠王国与爱尔兰王国合并为大不列颠及爱尔兰联合王国；同时乔治三世正式宣布放弃对法国王位的主张 左上右下两角分别由三只狮子代表英格兰，右上角代表苏格兰，左下角代表爱尔兰，中间是汉诺威的盾徽，盾徽上方为汉诺威选帝侯的冠冕 代表法兰西的鸢尾花正式从皇家旗帜上去除 |
|      | 1816年 - 1837年                                                 | 汉诺威王朝的联合王国皇家旗帜 乔治三世始用                                                 | 汉诺威选侯国改为汉诺威王国，因此汉诺威盾徽上方的选帝侯冠改为汉诺威王冠 |

## 澳洲

澳大利亚君主之代表旗

澳洲的王室旗幟使用澳洲國徽內的盾徽圖案，劃成六等分，第一等分的聖喬治紅十字代表新南威爾士州，中間是一頭金獅子，四方位則有各一顆金色星星。第二等分的皇冠和六顆白色星星代表維多利亞州。第三等分的藍色馬爾他十字架與中間的皇冠代表昆士蘭州。第四等分的食火鳥代表南澳大利亞州。第五等分的黑天鵝代表西澳大利亞州。最後的第六等分，一頭紅色的獅子則代表塔斯馬尼亞州。

伊丽莎白二世作为澳大利亚女王之代表旗（1962-2022）

伊丽莎白二世在位期间，澳大利亚的王室旗幟与当前设计类似，區別在於旗子中央多了女王徽章，在女王徽章外圍有一顆光芒耀射七個方向的星星，代表著澳洲六個州與北領地。

## 加拿大

加拿大皇家旗

当前使用的加拿大皇家旗于2023年5月6日查尔斯三世加冕之际公布，使用加拿大國徽內的盾徽圖案，旗幟上的三分之二部分分为四个象限，从左上至右下的图案分别为代表英格兰的三只金狮、代表苏格兰的直立红狮、代表爱尔兰的竖琴和代表法兰西的鸢尾花，旗子的底部則为代表加拿大的三片紅色楓葉。

伊丽莎白二世作为加拿大女王之代表旗（1962-2022）

伊丽莎白二世在位时期，加拿大的王室旗幟与当前设计类似，區別在於旗子中央多了女王徽章。

## 牙買加

伊丽莎白二世作为牙買加女王之代表旗（1966-2022）

伊丽莎白二世在位时期，牙買加的王室旗幟使用牙買加國徽內的盾徽圖案，白底兼紅色的聖喬治十字，在十字架的底端則各有一顆金鳳梨。女王徽章則放在十字架的中心。
查尔斯三世即位后，官方尚未公布皇家旗帜的新设计。

## 紐西蘭

伊丽莎白二世作为新西兰女王之代表旗（1962-2022）

伊丽莎白二世在位时期，紐西蘭的王室旗幟使用紐西蘭國徽內的盾徽圖案，劃分為四個象限，但是有白色垂直條紋通過中心。第二象限有四顆紅色的星星。第一象限有一個金色的羊毛。第三象限有一捆金色的麥子。最後的第四象限包括兩把金鎚子。中間條紋則有三艘船，旗子最上面則有女王徽章遮住了中間的船。
查尔斯三世继位后，官方尚未公布新的皇家旗帜。

## 其他英聯邦國家

伊丽莎白二世女王在其他英聯邦王國及作为大英國協元首之代表旗（1952-2022）

女王伊丽莎白二世在位期间，在其他的英聯邦王国和作為英聯邦元首，通常使用一個藍色圖上有個'E'，而E上有聖愛德華皇冠、再由金玫瑰花圈包圍著的旗幟。
塞拉利昂、馬爾他、千里達及托巴哥及巴貝多一開始都有王室旗幟，但是當他們成為共和國之後就廢止了。
查尔斯三世继位后，官方尚未公布其私人旗帜。

## 其他皇家成員
其他英國王室成員的旗幟都是王室旗幟按照旗帜礼仪加上与其身份相应的图案，修改而成的。

### 威爾士親王
威爾士親王（威廉王子）在英格蘭（除康沃尔公国）及北愛爾蘭、蘇格蘭、康沃爾公国及威爾士使用不同的旗帜。
在英格蘭與北愛爾蘭
威尔士亲王在英格兰（除康沃尔公国）及北愛爾蘭使用的旗帜为在上方为白條與三個點且旗子中央为威爾士公國的盾徽的皇家旗。威尔士公国盾徽的第二與第四象限是在金區塊的一頭紅獅子，第一與第三象限則是在紅色區塊的一頭金獅子。威尔士亲王在出访海外时通常也使用這面旗幟。
在蘇格蘭
威尔士亲王在苏格兰会使用羅撒西公爵的头衔，且同时拥有苏格兰王室总管及群岛之主的头衔。其在苏格兰使用的两种旗帜便分别对应了上述的兩種頭銜。威尔士亲王作为罗撒西公爵使用的旗帜为黄底直立红狮，红狮上方有一条蓝色的带有三个点的条带，这也是一直以来苏格兰王位继承人使用的旗帜；作为苏格兰王室总管及群岛之主使用的旗帜劃分為四個象限，其中第二與第四象限有一條藍色與白色的棋盤帶在中間的金色區塊，代表苏格兰王室总管，第一與第三象限有在白色區塊的一艘船，代表群岛之主，而金盾上有以後腳直立的蘇格蘭紅獅子，代表苏格兰王位继承人，这面旗帜是威尔士亲王在苏格兰的个人旗帜。
在康沃爾
威尔士亲王在康沃尔公国使用康沃尔公爵的头衔，使用的旗帜为黑底的鋪十五枚金幣。
在威爾士
威尔士亲王在威爾士使用的旗幟被劃分為四個象限，第二與第四象限是在金色區塊的紅獅子，第一和第三項限是在紅色區塊的金獅子，綠色的盾牌與冠冕疊在旗帜上面。

在英格兰及北爱尔兰使用
在苏格兰使用（作为羅撒西公爵）
在苏格兰使用的個人旗帜（作为罗撒西公爵、苏格兰王室总管及群岛之主）
在康沃尔公国使用（作为康沃尔公爵）
在威爾士使用

### 有皇室血緣的王子與公主
其他的皇室成員有他們自己的個人旗幟。這些旗幟的樣子都是以王室旗幟為基礎加以變造的，上面以一個白色長帶橫放與放上三個點或是垂飾(君主的子女)，或五個點(君主之孫)。傳統上所有擁有皇室血緣的王子與公主(君王的後裔)，都會在他們的18歲生日被授予盾形徽章，並且允许他們的個人旗幟在自己往後居住的处所悬挂飘揚。
以下是皇家成員的個人旗幟
- 薩塞克斯公爵殿下（哈利王子）:使用三個點的白色長帶，均為紅色貝殼。
- 約克公爵殿下（安德鲁王子）:使用三個點的白色長帶，中間第二個點是藍色船錨，第一與最後(第三)個點為空白。
- 比阿特丽斯公主殿下: 使用五個點的白色長帶，第一、中間(第三)與最後(第五)的點都是蜜蜂，而第二與第四個點為空白。
- 尤金妮公主殿下:使用五個點的白色長帶，第一、中間(第三)與最後(第五)的點为苏格兰的蓟花，而第二與第四個點为空白。
- 爱丁堡公爵殿下（爱德华王子）:使用三個點的白色長帶，中間第二個點是一朵紅色玫瑰(英國國花)，第一與最後(第三)個點為空白。
- 安妮长公主殿下:使用三個點的白色長帶，第一與最後(第三)個點是紅十字，中間第二個點是紅色的心形。
- 格洛斯特公爵殿下: 使用五個點的白長條帶，單數點使用聖喬治十字架，雙數點使用向前直走姿勢、面對面的紅獅子。
- 肯特公爵殿下: 使用五個點的白長條帶，單數點使用藍船錨，雙數點聖喬治十字架。
- 肯特的迈克尔王子殿下: 使用五個點的白長條帶，單數點使用聖喬治十字架，雙數點藍船錨。
- 亚历山德拉公主殿下: 使用五個點的白長條帶，第一與第五使用心形，第二與第四使用船錨，中間則是聖喬治十字架。

薩塞克斯公爵殿下代表旗
薩塞克斯公爵殿下（作为鄧巴頓伯爵）代表旗，在蘇格蘭使用
約克公爵殿下代表旗
约克公爵殿下（作为因弗内斯伯爵）代表旗，在蘇格蘭使用
比阿特丽斯公主殿下代表旗
比阿特丽斯公主殿下代表旗，在蘇格蘭使用
尤金妮公主殿下代表旗
尤金妮公主殿下代表旗，在蘇格蘭使用
爱丁堡公爵殿下代表旗
爱丁堡公爵殿下代表旗，在蘇格蘭使用
長公主殿下代表旗
長公主殿下代表旗，在蘇格蘭使用
格洛斯特公爵殿下代表旗
格洛斯特公爵殿下代表旗，在蘇格蘭使用
肯特公爵殿下代表旗
肯特公爵殿下代表旗，在蘇格蘭使用
肯特的迈克尔王子殿下代表旗
肯特的迈克尔王子殿下代表旗，在蘇格蘭使用
亚历山德拉公主殿下代表旗
亚历山德拉公主殿下代表旗，在蘇格蘭使用

### 英國國君的配偶
国王的配偶（一般为王后）有她們自己的個人旗幟。這些旗幟的樣子都是以王室旗幟及她們父親的紋章圖案做組合，在蘇格蘭，使用蘇格蘭版本的王室旗幟及她們父親的旗幟做組合。例如皇太后伊丽莎白·鮑斯-萊昂的個人旗幟為右側放上她父親家族斯特拉絲摩伯爵紋章圖案，左側放上王室旗幟。在英國之外具有自身皇家旗的英联邦領土國家沒有為她們另外設計旗幟。
女性國君的配偶（女王的王夫）不會被授予此類旗幟，他們使用自身家族的紋章圖。英國女王伊莉莎白二世的王夫愛丁堡公爵菲利普亲王殿下，就有自己特別的旗幟。根據其血統，旗子劃分為四格象限，第一象限代表丹麥，包括三頭向前方向的藍獅子與九顆紅心。第二象限代表希臘，白色十字放在藍區塊上。第三象限代表蒙巴頓家族，分為五等分，並以兩條黑縱線放在白色區塊上。而第四象限代表愛丁堡，一座紅頂黑堡。

卡米拉王后代表旗，右側為家族纹章
愛丁堡公爵菲利普亲王代表旗
伊丽莎白王后代表旗，右側為家族紋章
瑪麗王后代表旗，右側第一、第四象限為外祖父劍橋公爵阿道弗親王的紋章，第二、第三象限為特克公爵的紋章
亚历山德拉王后代表旗，右側是1819－1903年間的丹麥王室紋章
阿尔伯特亲王代表旗，第二、三象限為薩克森紋章
阿德莱德王后代表旗

### 其他皇室成員

其他皇室成員使用的皇家旗

其他的皇室成員未必使用英國王室旗幟。像是沒有皇室血緣的威爾士王妃黛安娜王妃，葬禮上就看不到她自己的旗幟。